# 吴建瑞
吳建瑞（英語：Dominic Goh Kian Swee）為新加坡外交官。2015年1月至2019年7月間，他擔任新加坡駐寮國大使；自2019年9月15日起，出任新加坡駐埃及大使。

## 早年生活
吳建瑞生於新加坡。他1990年自新加坡國立大學取得法學士（榮譽）學位；2003年獲得新加坡政府獎學金赴美國深造，2004年自美國塔夫茲大學弗萊徹法學與外交學院獲國際關係碩士學位。

## 職業生涯
1994年10月，吳建瑞加入新加坡外交部。在外交部總部任職期間，他先後在領事司任職，並出任東盟司副總監，主管東盟區域政治與安全事務。2011年至2012年間，他擔任國際經濟司總監；2012年至2014年任歐洲司總監。
在外交部駐外使領館期間，他分別於1997年至1999年派駐德國波恩，擔任一等秘書；1999年，新加坡大使馆从波昂迁往柏林，他随即前往柏林使館繼續擔任一等秘書；2004年至2008年期間，在柏林使館任參事兼副館長。其後，吳建瑞於2015年1月至2019年7月擔任新加坡駐寮人民民主共和國大使，2019年9月起接任駐埃及大使。 在其外交生涯中，吳建瑞曾獲頒多項榮譽。2014年，他被英女王伊丽莎白二世授予聖米迦勒及聖喬治勳章榮譽司令勳銜；2017年獲頒新加坡長期服務獎章；2019年獲老撾政府頒授友誼勳章。

### 擔任駐埃及大使
2019年9月16日，吳建瑞向埃及總統阿卜杜勒-法塔赫·塞西遞交了到任国书。 在埃及任內，吳建瑞致力促進新加坡與埃及在政治、經濟等領域的合作關係。經濟領域合作方面，吳建瑞與埃及官員及企業界保持密切聯繫。
2024年8月，埃及投資與對外貿易部部長哈桑·哈提卜（Hassan El-Khatib）與他會面，雙方討論加強兩國貿易和投資合作。哈提卜強調深化兩國戰略夥伴關係的重要性，並承諾支持有意在埃及投資的新加坡企業。吳建瑞也讚揚埃及的經濟改革措施為外資創造了有利環境。新加坡農業和食品企業Olam公司也計劃在埃及擴大投資，其在埃及的投資額將由原先的3300萬美元增至5500萬美元。
農業領域合作方面，2024年12月20日，埃及農業與土地復墾部部長阿拉·法魯克（Alaa Farouq）與吳建瑞會晤，討論加強兩國在農業方面的合作。
此外，吳建瑞也參與人道援助事務。2023年11月30日，新加坡政府派遣空軍運輸機運送人道救援物資至埃及後，吳建瑞見證新加坡援助物資由埃及紅新月會接收並運往加沙地带的過程。